# Matías Fernández
Matías Ariel Fernández Fernández (Buenos Aires, 15 de maio de 1986), é um futebolista nascido na Argentina, de nacionalidade chilena. Atualmente joga pelo La Serena.
Em 2006 foi eleito o Melhor Jogador da América, em uma pesquisa realizadas com diversos jornalistas do continente. Filho de mãe argentina e pai chileno, Fernández nasceu na Argentina e viveu lá até os quatro anos de idade, quando a sua família se transferiu para o Chile (cidade de La Calera). Deu os seus primeiros passos no futebol na pequena equipe do Unión La Calera. Aos 12 anos foi para as divisões inferiores da equipe do Colo-Colo. Fez sua estréia na equipe principal em 1º de agosto de 2004 contra a Universidad de Chile. Marcou gols como profissional pela primeira vez contra o Club de Deportes Cobresal (anotou dois tentos). Nesse mesmo ano, marcou oito gols e foi o artilheiro de seu clube.
Matías também jogou pela seleção chilena juvenil o Campeonato Mundial sub-20, na Holanda, e no ano seguinte jogou três partidas pela seleção principal, marcando dois gols (ambos contra a seleção do Peru).
Em 2006, formando uma grande dupla de ataque com Humberto Suazo, sagrou-se campeão chileno com o Colo-Colo (torneios Apertura e Clausura) e ainda chegou à final da Copa Sul-Americana. Suas atuações valeram-lhe, em 28 de dezembro de 2006, uma transferência no valor de nove milhões de dólares, para a equipe do Villarreal, da Espanha. Logo nas primeiras partidas com a camisa do Villarreal, foi considerado o melhor jogador estreante da Liga Primera.
Em junho de 2009, foi transferido do Villarreal para o Sporting, por 3,65 milhões de euros. Na madrugada do dia 26 de junho, Matías Fernández foi oficializado como jogador do Sporting. Fez sua estreia no dia 21 de julho, em um jogo amistoso contra o Vitória de Guimarães. Mati entrou no segundo tempo e com menos de 30 segundos, em campo balançou a rede, marcando seu primeiro gol com a camisa do clube português.
Em 2012 transferiu-se para a Fiorentina da Itália, mantendo a tradicional camisa 14. A sua estadia em Florença foi marcada por uma grave lesão que o afastou da equipa principal.
Em agosto de 2016, foi emprestado por uma temporada, ao Milan.

## Curiosidades
- Em 2006, foi eleito o Melhor Jogador Chileno do Ano pelos jornalistas esportivos chilenos;
- Nesse mesmo ano ganhou o prêmio Melhor dos Melhores, dado ao melhor esportista chileno;
- Ainda nesse ano, o jornal uruguaio El País o elegeu o Melhor Jogador da América em uma pesquisa realizadas com diversos jornalistas do continente.

## Títulos
Colo Colo
- Liga Apertura: 2006, 2007
- Liga Clausura: 2006, 2007

Milan
- Supercopa da Itália: 2016

Chile
- Copa América: 2015